# Hypnum phleoides
Hypnum phleoides là một loài Rêu trong họ Hypnaceae. Loài này được Desv. ex Brid. mô tả khoa học đầu tiên năm 1827.